# Fondazione Beyeler
La Fondation Beyeler è un'istituzione creata per valorizzare una raccolta di opere d'arte moderna e contemporanea attraverso la gestione di un museo situato in Baselstrasse 101 nel comune di Riehen, nel Canton Basilea Città in Svizzera. La sede è in un edificio progettato da Renzo Piano.

## La figura di Ernst Beyeler
Figlio di un impiegato delle Ferrovie, Ernst Beyeler nasce a Basilea nel 1921 e comincia a lavorare in giovane età presso una libreria antiquaria gestita da Oskar Schloss, un tedesco rifugiatosi in Svizzera per sfuggire alla persecuzione messo in atto dal nazismo contro ogni forma di autonomia culturale. Come si legge in numerose interviste nelle quali Beyeler parla volentieri della sua giovinezza, questo periodo è importante per lui, poiché il suo datore di lavoro, un intellettuale dotato di ampia e raffinata cultura, gli trasmette la propria passione per la letteratura, la filosofia e l'arte. Nel 1945 Schloss muore e Beyeler, che nel frattempo ha studiato storia dell'arte presso l'Università di Basilea, gli succede nella gestione del negozio. I primi momenti sono difficili ma Beyeler viene aiutato, anche dal punto di vista finanziario dalla sua futura moglie, Hildy Kunz. Gradualmente, Beyeler affianca alla vendita di libri quella di stampe. Gradualmente la libreria diventa, a partire dal 1952, una galleria d'arte. Presso di essa si possono acquistare quadri di espressionisti tedeschi o di maestri francesi dell'incisione così come di artisti locali, magari poco conosciuti ma sempre in grado di distinguersi per originalità e doti espressive. Fin dalle origini, all'attività di gallerista Beyeler affianca quella di collezionista. Il suo gusto è sicuro, e il criterio in base al quale egli compie le sue scelte è sempre quello dell'assoluta qualità artistica. La passione di Beyeler è condivisa dalla moglie e la coppia, nel corso degli anni '50, riesce a dare alla galleria un respiro europeo. Un ulteriore salto di qualità avviene quando Beyeler stabilisce contatti con i grandi collezionisti d'oltre oceano. La sua galleria diviene una delle più prestigiose del mondo e stabilisce rapporti con i maggiori musei, verso i quali Beyeler diventa un interlocutore di leggendaria affidabilità. Con il passare degli anni la sua collezione personale si estende e giunge il momento di deciderne il futuro.

## La sede della fondazione
Dopo un infruttuoso contatto con il Kunstmuseum di Basilea, che offre una sistemazione ritenuta da Beyeler non soddisfacente, si giunge alla decisione di creare una sede specificamente concepita allo scopo di ospitare più di 250 opere dipinte e scolpite i cui autori, per fare alcuni esempi,  rispondono ai nomi di Van Gogh, Lichtenstein, Bacon, Monet, Braque, Picasso, Mondrian, Giacometti, Seurat, Klee, Rodin, Matisse, Calder, Degas, Chagall…  La progettazione è affidata a uno dei massimi architetti viventi: il genovese Renzo Piano. Fra Beyeler e Piano - come racconta l'architetto italiano - si stabilisce una profonda intesa. Gli incontri sono numerosi e a poco a poco si genera fra i due personaggi una sorta di simbiosi. Beyeler è pignolo fino all'ossessione e vuole essere informato sui minimi particolari del progetto che l'architetto va elaborando nel suo studio parigino, mentre Piano è affascinato dal rapporto diretto con le opere d'arte che saranno ospitate nel costruendo edificio. Il risultato è un continuo scambio di esperienze e un integrarsi di sensibilità: alla fine del lavoro - secondo quanto dichiara lo stesso Piano - l'architetto si sentirà collezionista e il collezionista si sentirà architetto. L'edificio (inaugurato nel 1997), non è appariscente ma è pensato nei minimi particolari per accogliere nel modo più adeguato la collezione permanente e le mostre temporanee cui Beyeler attribuisce grandissima importanza. Ernst Beyeler muore nel mese di febbraio 2010.

## Le caratteristiche architettoniche dell'edificio
La progettazione dell'edificio destinato ad accogliere una collezione d'arte fra le più invidiabili al mondo è laboriosa. Il primo problema è il reperimento di un terreno adatto ad accogliere la costruzione. Si individua dopo lunghe ricerche un'ampia area verdeggiante situata nel comune di Riehen, non lontano dal nucleo urbano di Basilea, raggiungibile facilmente con i mezzi pubblici. Ottenuta, con qualche difficoltà, la cessione del terreno e superate le perplessità avanzate da alcuni abitanti del comune, si inizia la costruzione. La parte dell'edificio destinata al pubblico si estende su un solo livello, in modo da ottenere la massima accessibilità. Ampie vetrate fanno sì che fra l'interno e l'esterno si produca una continuità tale da inserire le opere esposte nell'ambiente naturale circostante. Una cura particolare è stata dedicata da Renzo Piano alla realizzazione del tetto che, attraverso un complesso sistema di alette mobili, analogo a quello installato dallo stesso Piano sulla Pinacoteca Agnelli di Torino, consente di diffondere all'interno dell'edificio la luce naturale nel modo più efficace. Una veranda, nella quale i visitatori trovano poltrone e possono consultare testi di storia dell'arte, apre la visione su un paesaggio digradante fino ad una zona boschiva. I muri esterni della costruzione sono rivestiti con lastre di una particolare pietra reperita in Patagonia, scelta personalmente da Beyeler dopo lunghissime esitazioni -  descritte da Piano in modo affettuosamente ironico - per generare una sensazione di solidità e continuità nel tempo.